# Іджипт (округ Етова, Алабама)
Іджипт (англ. Egypt) — переписна місцевість (CDP) в США, в окрузі Етова штату Алабама. Населення — 845 осіб (2020).

## Географія
Іджипт розташований за координатами 34°4′33″ пн. ш. 86°9′54″ зх. д. / 34.07583° пн. ш. 86.16500° зх. д. (34.075931, -86.165051).  За даними Бюро перепису населення США в 2010 році переписна місцевість мала площу 23,34 км², уся площа — суходіл.

## Демографія
Згідно з переписом 2010 року, у переписній місцевості мешкали 932 особи в 354 домогосподарствах у складі 259 родин. Густота населення становила 40 осіб/км².  Було 392 помешкання (17/км²).
Расовий склад населення:
| - 94,3 % — білих - 0,9 % — чорних або афроамериканців - 0,5 % — корінних американців - 0,5 % — азіатів - 2,1 % — осіб інших рас |

До двох чи більше рас належало 1,6 %. Частка іспаномовних становила 3,3 % від усіх жителів.
За віковим діапазоном населення розподілялося таким чином: 26,0 % — особи молодші 18 років, 59,6 % — особи у віці 18—64 років, 14,4 % — особи у віці 65 років та старші. Медіана віку мешканця становила 40,1 року. На 100 осіб жіночої статі у переписній місцевості припадало 101,7 чоловіків;  на 100 жінок у віці від 18 років та старших — 104,1 чоловіків також старших 18 років.
Середній дохід на одне домашнє господарство  становив 59 651 долар США (медіана — 56 693), а середній дохід на одну сім'ю — 60 326 доларів (медіана — 55 926). За межею бідності перебувало 4,5 % осіб, у тому числі 0,0 % дітей у віці до 18 років та 12,1 % осіб у віці 65 років та старших.
Цивільне працевлаштоване населення становило 591 осіб. Основні галузі зайнятості: роздрібна торгівля — 32,7 %, виробництво — 19,3 %, будівництво — 11,5 %, освіта, охорона здоров'я та соціальна допомога — 11,3 %.